# Yu Xiaoyu
Yu Xiaoyu (chiń. 于小雨; pinyin Yú Xiǎoyǔ; ur. 2 stycznia 1996 w Pekinie) – chińska łyżwiarka figurowa, startująca w parach sportowych z Wang Lei. Uczestniczka igrzysk olimpijskich w Pjongczangu (2018), brązowa medalistka mistrzostw czterech kontynentów (2018), medalistka finału Grand Prix, zwyciężczyni zimowej uniwersjady (2015) i zimowych igrzysk azjatyckich (2017), dwukrotna mistrzyni świata juniorów (2014, 2015), zwyciężczyni finału Junior Grand Prix (2013) oraz 3-krotna mistrzyni Chin (2013, 2015, 2018).

## Osiągnięcia

### Z Zhangiem Hao

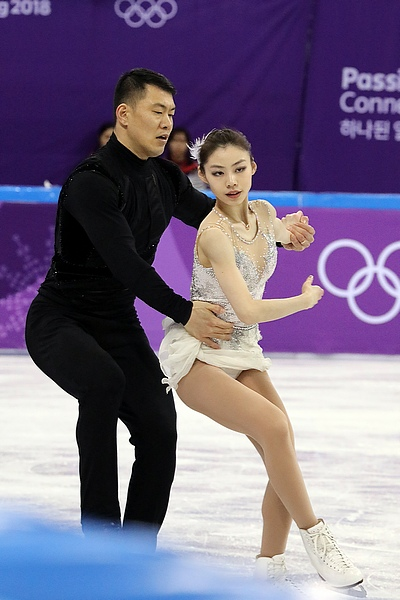
Yu Xiaoyu i Zhang Hao na igrzyskach olimpijskich 2018

| Zawody                           | 16–17          | 17–18          | 18–19          | 19–20          |                |                |                |                |                |                |                |                |                |                |                |                |                |
| Międzynarodowe                   | Międzynarodowe | Międzynarodowe | Międzynarodowe | Międzynarodowe | Międzynarodowe | Międzynarodowe | Międzynarodowe | Międzynarodowe | Międzynarodowe | Międzynarodowe | Międzynarodowe | Międzynarodowe | Międzynarodowe | Międzynarodowe | Międzynarodowe | Międzynarodowe | Międzynarodowe |
| -------------------------------- | -------------- | -------------- | -------------- | -------------- | -------------- | -------------- | -------------- | -------------- | -------------- | -------------- | -------------- | -------------- | -------------- | -------------- | -------------- | -------------- | -------------- |
| Igrzyska olimpijskie             |                | 8              |                |                |                |                |                |                |                |                |                |                |                |                |                |                |                |
| Mistrzostwa świata               | 4              | 7              |                |                |                |                |                |                |                |                |                |                |                |                |                |                |                |
| Mistrzostwa czterech kontynentów | 4              |                |                |                |                |                |                |                |                |                |                |                |                |                |                |                |                |
| GP Finał Grand Prix              | 2              | 6              |                |                |                |                |                |                |                |                |                |                |                |                |                |                |                |
| GP Cup of China                  | 1              | 2              |                |                |                |                |                |                |                |                |                |                |                |                |                |                |                |
| GP Skate America                 |                | 2              | WD             |                |                |                |                |                |                |                |                |                |                |                |                |                |                |
| GP Skate Canada International    | 2              |                |                |                |                |                |                |                |                |                |                |                |                |                |                |                |                |
| GP Internationaux de France      |                |                | WD             |                |                |                |                |                |                |                |                |                |                |                |                |                |                |
| International Cup of Nice        |                | 1              |                |                |                |                |                |                |                |                |                |                |                |                |                |                |                |
| Zimowe igrzyska azjatyckie       | 1              |                |                |                |                |                |                |                |                |                |                |                |                |                |                |                |                |
| Krajowe                          |                |                |                |                |                |                |                |                |                |                |                |                |                |                |                |                |                |
| Mistrzostwa Chin                 |                | 1              |                | 4              |                |                |                |                |                |                |                |                |                |                |                |                |                |

### Z Jin Yang
| Zawody                                | 08–09          | 09–10          | 10–11          | 11–12          | 12–13          | 13–14          | 14–15          | 15–16          |                |                |                |                |                |                |                |                |                |
| Międzynarodowe                        | Międzynarodowe | Międzynarodowe | Międzynarodowe | Międzynarodowe | Międzynarodowe | Międzynarodowe | Międzynarodowe | Międzynarodowe | Międzynarodowe | Międzynarodowe | Międzynarodowe | Międzynarodowe | Międzynarodowe | Międzynarodowe | Międzynarodowe | Międzynarodowe | Międzynarodowe |
| ------------------------------------- | -------------- | -------------- | -------------- | -------------- | -------------- | -------------- | -------------- | -------------- | -------------- | -------------- | -------------- | -------------- | -------------- | -------------- | -------------- | -------------- | -------------- |
| Mistrzostwa czterech kontynentów      |                |                |                |                |                |                |                | 3              |                |                |                |                |                |                |                |                |                |
| GP Finał Grand Prix                   |                |                |                |                |                |                | 5              | 5              |                |                |                |                |                |                |                |                |                |
| GP Cup of China                       |                |                |                | 6              |                |                | 2              | 3              |                |                |                |                |                |                |                |                |                |
| GP NHK Trophy                         |                |                |                |                |                |                | 3              | 2              |                |                |                |                |                |                |                |                |                |
| GP Skate Canada International         |                |                |                | 7              |                |                |                |                |                |                |                |                |                |                |                |                |                |
| Zimowa uniwersjada                    |                |                |                |                |                |                | 1              |                |                |                |                |                |                |                |                |                |                |
| Międzynarodowe: Kategorie młodzieżowe |                |                |                |                |                |                |                |                |                |                |                |                |                |                |                |                |                |
| Mistrzostwa świata juniorów           |                | 8 DSQ          |                | 2              | 4              | 1              | 1              |                |                |                |                |                |                |                |                |                |                |
| JGP Finał                             |                |                | 3              | 5              | 5              | 1              |                |                |                |                |                |                |                |                |                |                |                |
| JGP w Austrii                         |                |                | 3              | 2              | 4              |                |                |                |                |                |                |                |                |                |                |                |                |
| JGP w Chorwacji                       |                |                |                |                | 2              |                |                |                |                |                |                |                |                |                |                |                |                |
| JGP w Czechach                        |                |                | 1              |                |                |                |                |                |                |                |                |                |                |                |                |                |                |
| JGP w Estonii                         |                |                |                |                |                | 1              |                |                |                |                |                |                |                |                |                |                |                |
| JGP na Łotwie                         |                |                |                | 2              |                | 1              |                |                |                |                |                |                |                |                |                |                |                |
| Igrzyska olimpijskie młodzieży        |                |                |                | 1              |                |                |                |                |                |                |                |                |                |                |                |                |                |
| Krajowe                               |                |                |                |                |                |                |                |                |                |                |                |                |                |                |                |                |                |
| Mistrzostwa Chin                      | 6              | 4              | 2              | 3              | 1              | 3              | 1              |                |                |                |                |                |                |                |                |                |                |
| Krajowe zimowe igrzyska Chin          | 7              |                |                | 4              |                |                |                |                |                |                |                |                |                |                |                |                |                |